# Довгополюк, Матвей Лукич
Матвей Лукич Довгополюк (укр. Матвій Лукич Довгополюк; 1893, Погребище Бердичевского уезда Киевской губернии (ныне — Винницкая область Украины) — 28 февраля 1944, ГУЛАГ) — украинский советский поэт и прозаик, редактор, педагог.

## Биография
С 1913 года работал в Ахтырском земотделе агрономом, после 1917 был избран членом исполкома уездного Совета. Был заведующим Ахтырским уездным отделом народного образования, главным редактором журнала «Трудова освіта».
С 1922 работал руководителем Ахтырской детской колонии для беспризорных детей из больших промышленных центров Украины — Харькова, Киева, Донбасса, названной позже «Ахтырским детским городком». Среди его воспитанников — Платон Воронько, впоследствии, поэт, лауреат Сталинской премии (1951).
В ноябре 1937 года был арестован и приговорён к 10 годам лагерей. Заключение отбывал в Ярославской области. Умер в заключении 28 февраля 1944.
Посмертно реабилитирован в 1990 году.

## Творчество
Член литературной организации крестьянских писателей на Украине «Плуг». Печатался с 1913 года в газетах «Пашня», «Кооперативный путь», «Трудовое образование», «Вести», «Коммунист».
Автор сборников стихов, рассказов и очерков. В 1923 году опубликовал учебник «Буквар для дорослих».

## Избранные произведения
- В дні неволі" (сборник стихов, 1917)
- «В хвилях життя» (сборник рассказов, 1918)
- «Хвилини зневір’я й шукань»
- «Молот» (сборник)
- «Завгора скаже» (сборник очерков, 1922)